# Raaks (straat)

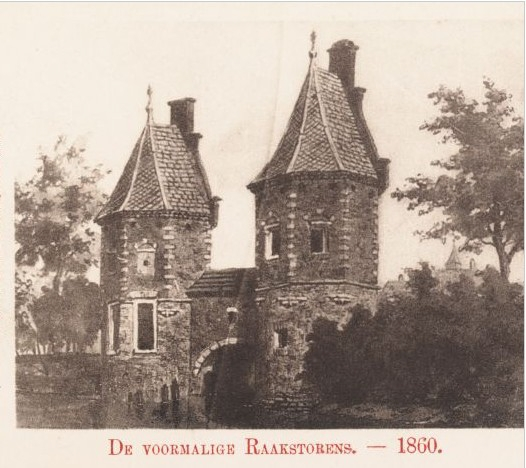
Prent van de waterpoort over de Haarlemse beek in 1860, met de twee raakstorens

De Raaks is een straat en voormalige waterloop in de Noord-Hollandse stad Haarlem. De straat ligt in het Centrum. De voormalige waterloop is in 1868 gedempt. De Raaks verbindt de Gedempte Oude Gracht met de Zijlvest. 
Aan de noordzijde van de Raaks staan het voormalig Hoofdpostkantoor uit 1920 en enkele panden van eind 19e eeuw. Van oost naar west verbinden de Korte Zijlstraat en de Bakkumstraat de noordzijde van de Raaks met de evenwijdig lopende Zijlstraat. De bebouwing aan de zuidzijde van de Raaks wordt bepaald door winkels, appartementen en kantoren van het vernieuwde Raakskwartier. Van oost naar west komen de zijstraten Achterlangs en de Jacobstraat uit op de zuidzijde van de Raaks.

## Geschiedenis
De Raaks was oorspronkelijk een waterloop. Bij de uitbreiding van Haarlem in de 15e eeuw kwam dit deel van de Haarlemse Beek binnen de stadsmuren te liggen. Om de toegang tot de stad via de beek af te sluiten werden de Raakstorens gebouwd, twee torens met een waterpoort. 's Nachts werd de doorvaartopening in de poort afgesloten met een ketting, deze werd historisch een raaks genoemd.
Halverwege de 19e eeuw werden de stadsmuren van Haarlem  gesloopt en vele grachten gedempt. De twee torens van de Raaks werden in 1866 gesloopt. De Raaks werd in 1868 gedempt.  
In 1837 werd ten zuiden van de Raaks een gasfabriek gebouwd op een braakliggend terrein aan de Zijlvest. De fabriek werd in 1902 gesloopt en op het terrein werden drie scholen, de HBS-A, HBS-B en MULO, ook wel bekend als de Jacobschool gebouwd. Ook verrezen er twee kerken met bijgebouwen, de Jacobs- of Vestekerk en De Hoeksteen. Tussen 1919 en 1922 werd aan de noordzijde van de Raaks het nieuwe Hoofdpostkantoor gebouwd in de stijl van de Amsterdamse School. Dit monumentale inmiddels in onbruik geraakte postkantoor  werd in 2011 verbouwd tot stadskantoor van de gemeente Haarlem. Aan de Raaks lag tussen de straten Bakkumstraat en de Korte Zijlstraat een kweekschool voor onderwijzers. Deze school is in 1919 gesloopt en op de plek ervan zijn in de jaren 90 van de 20e eeuw nieuwbouwappartementen gebouwd.  
In 1997 werden plannen ontwikkeld voor vernieuwing van het gebied ten zuiden van de Raaks, waar op dat moment een in 1970 gebouwde parkeergarage, drie scholen en twee kerken stonden. Protest tegen de nieuwbouwplannen voorkwam niet dat de HBS-A, De Hoeksteen en de Jacobsschool werden gesloopt, maar resulteerde wel in behoud van de Vestekerk. In dit nieuwe Raakskwartier is onder meer een tweede stadskantoor, de Raakspoort, gebouwd. In dit stadskantoor heeft de gemeente Haarlem een deel van zijn ambtenaren gehuisvest en de publiekshal ondergebracht.

## Openbaar vervoer
Aan de westzijde is halte Raaksbrug van de lijnen 50 en sinds december 2014 R-netlijnen 340, 346 en 356. In noordoostelijke richting is halte Nassaulaan van de lijnen 2, 3 en 73. In zuidoostelijke richting is halte Centrum/Verwulft met dezelfde lijnen en R-net lijn 300, voorheen de Zuidtangent geheten.

## Fotogalerij

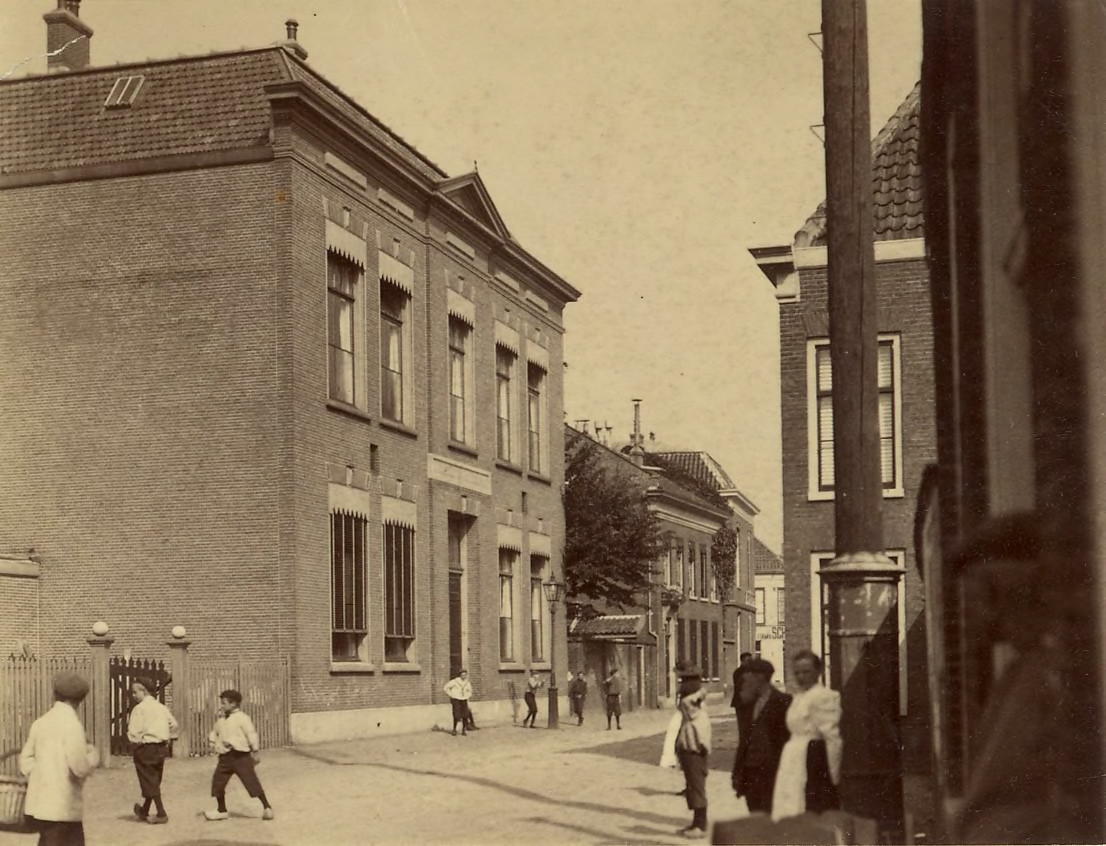
De in 1919 gesloopte Nutskweekschool voor onderwijsseressen aan de noordzijde van de Raaks
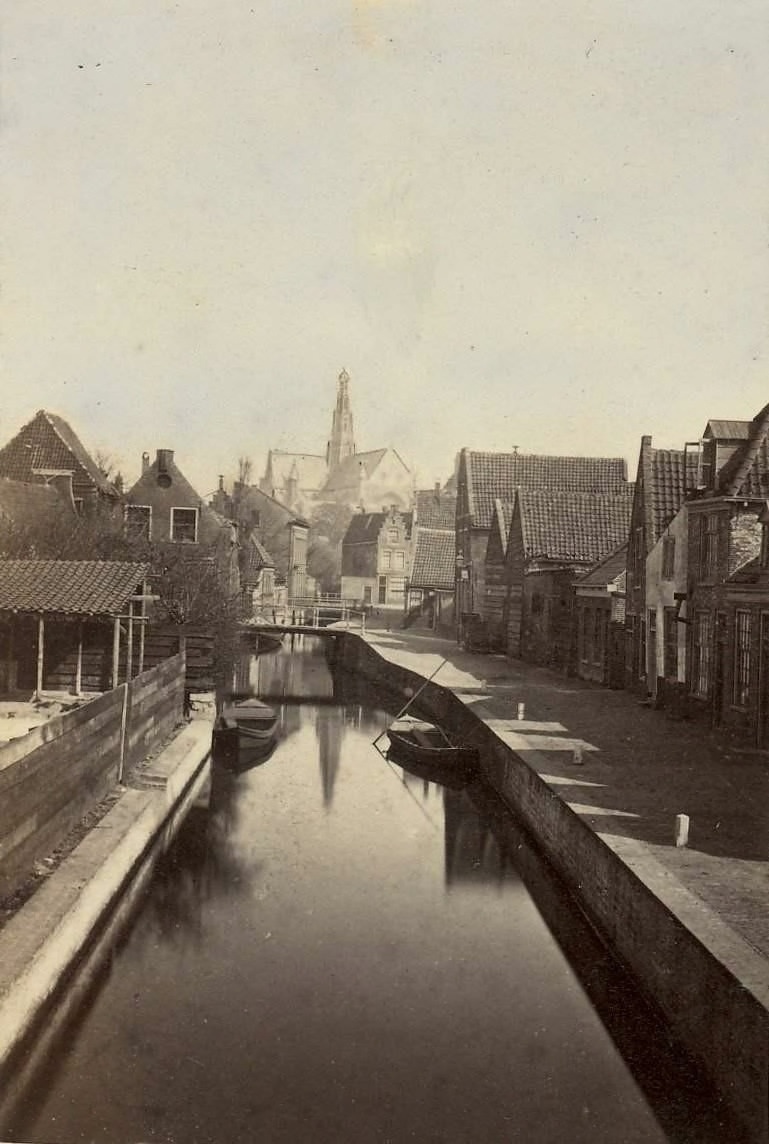
Raaks voor 1868 nog ongedempt ziende richting het oosten
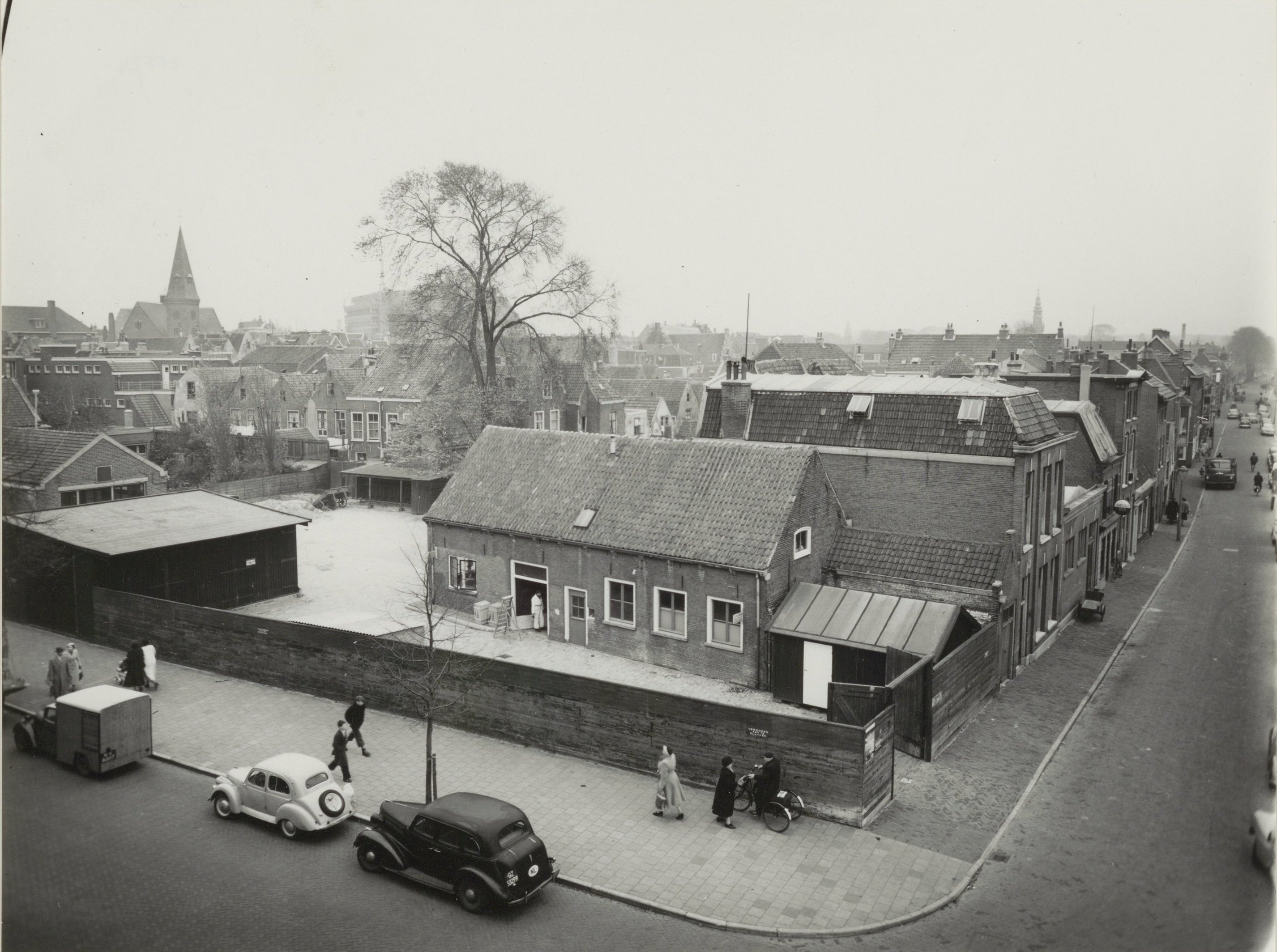
De Raaks op de voorgrond en de straat rechts de oude Jacobstraat vanuit het hoofdpostkantoor gezien in zuidoostelijke richting, omstreeks 1954
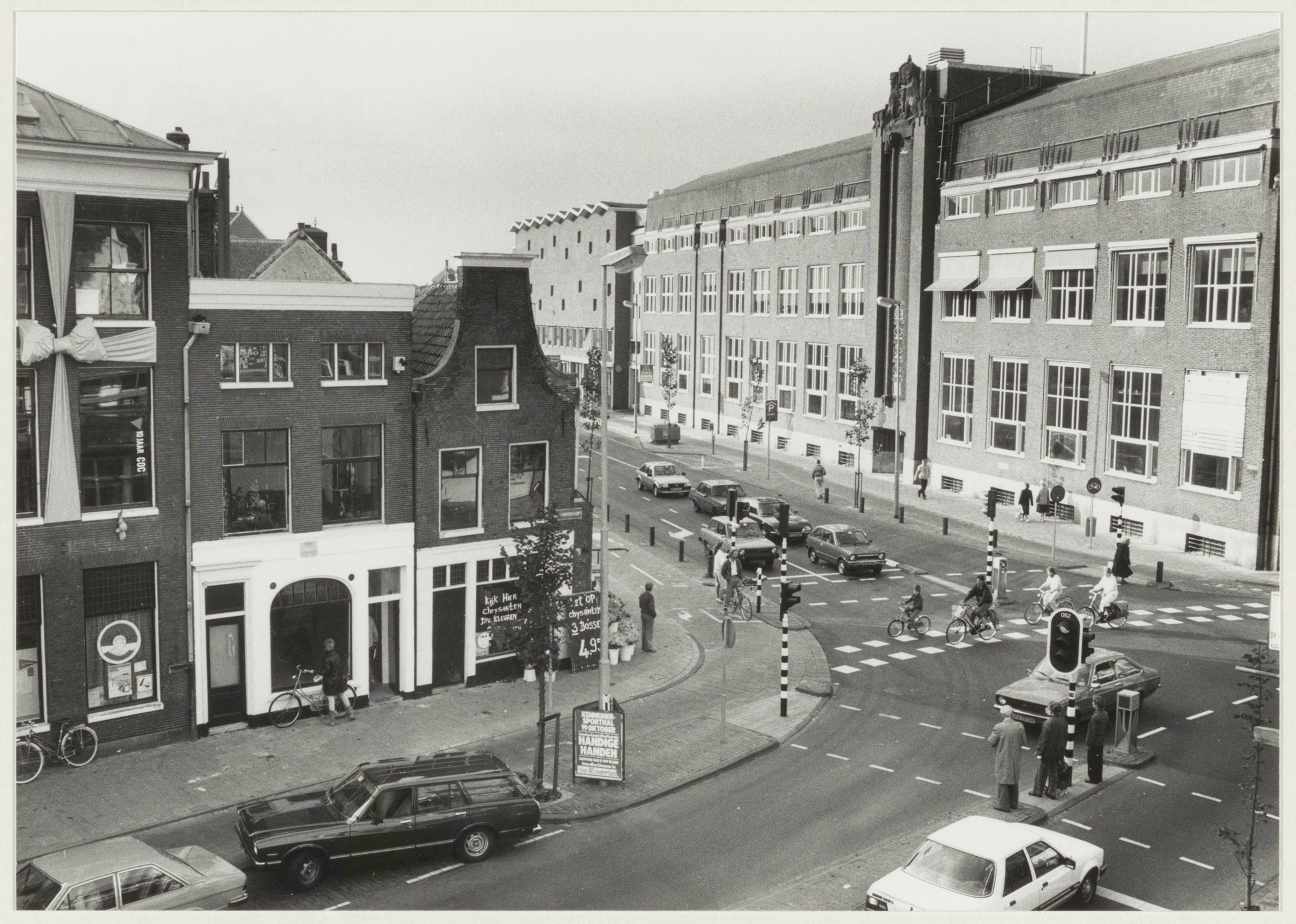
De noordelijke hoek van de Raaks met de Gedempte Oude Gracht omstreeks 1986. Duidelijk het hoofdpostkantoor met in 1964 gebouwde extra vleugel, rechts op de foto te zien
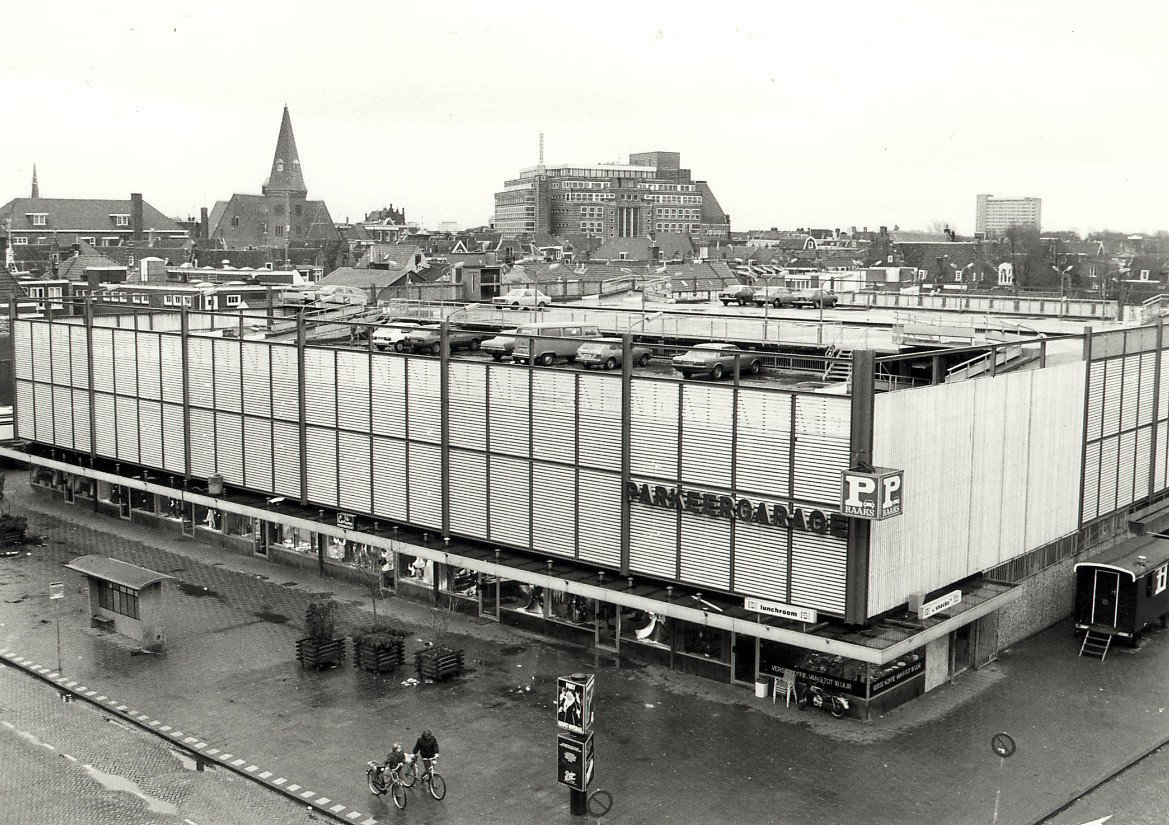
De in 1970 gebouwde bovengrondse Raaks parkeergarage
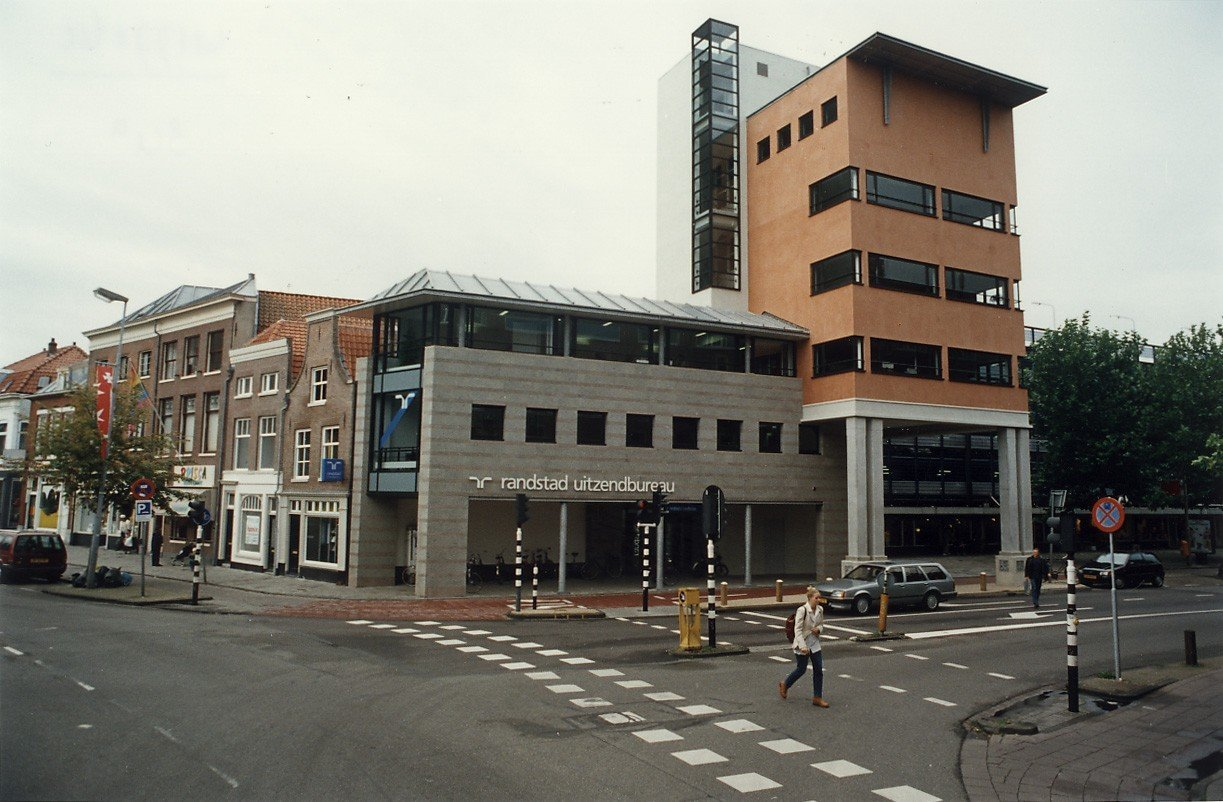
Kruising van de Raaks met de Gedempte Oude Gracht omstreeks 1995, op de achtergrond het voor Randstad N.V. gebouwde kantoor